# Catherine Chaine
 (mai 2023).
Catherine Chaine (née en 1946) est une journaliste, traductrice, auteure et écrivaine française, notamment en littérature jeunesse.

## Biographie

### Carrière
Catherine Chaine travaille neuf ans comme journaliste au magazine Elle, au sein de la rubrique « Éducation ». Elle devient ensuite free-lance et collabore avec Le Monde, Le Nouvel Observateur, Marie-Claire, Connaissance des arts, La revue des livres pour enfants ou encore la maison d'édition Autrement.
Son appétence littéraire la pousse ensuite à rencontrer des écrivains. Elle mène ainsi des entretiens avec Pierre Goldman, Jean-Paul Sartre, Albert Cohen ou encore Claude Roy, qui sont publiés. Son interview « Sartre et les femmes », parue dans Le Nouvel Observateur, est traduite dans une dizaine de pays.
Dans les années 1980-1990, elle accompagne son mari Marc Riboud en reportage, principalement en Europe (Naples, Prague, Pologne, Géorgie, etc.). De retour, elle écrit pour Vogue, Paris Match ou L’Express. Les photographies de Marc Riboud illustrent ses articles.
Catherine Chaine est également l'auteure de plusieurs livres. En 1994, elle est la lauréate du Grand Prix de la Société des Gens de Lettres avec son livre Le voyage sans retour des enfants d'Izieu. Dans l'autobiographie J'aime avoir peur avec toi, parue en 2004 et illustrée par des photos de Marc Riboud, elle dresse le portrait de sa fille Clémence, née en 1981 et atteinte de trisomie.
Elle traduit enfin de l'anglais au français.

### Vie privée
Elle est l'épouse du photographe Marc Riboud,. Ce dernier décèdera en 2016. Ensemble, ils ont deux enfants : Clémence (1983) et Théo (1985).

## Œuvres
Catherine Chaine a publié de nombreux ouvrages.

### Livres
- Les Éléphants, collection Animaux en famille, Illustrations de Iliana Roels, L'École des loisirs, 1979
- Le Grand Louvre, du donjon à la pyramide, texte Catherine Chaine et Jean-Pierre Verdet, photos, Marc Riboud, préface de François Mitterrand, avant-propos de I. M. Pei, Hatier, 1989 •  (ISBN 978-2-74380-163-2)
- Le Voyage sans retour des enfants d'Izieu, ; dessins de Max Teitelbaum, Gallimard Jeunesse, 1994 •  (ISBN 978-2-07058-313-3)
- Des loisirs intelligents pour mon enfant, Retz-Pocket, 1994 •  (ISBN 978-2-26605-755-4)
- Qui donc a inventé les mathématiques ? (avec Claire Meljac et Corinne Bernardeau), collection Brins de psycho, éditions L. Audibert, 2003,  (ISBN 2-84749-034-5) (réédition Éditions du Petit ANAE •  (ISBN 978-2-95397-100-2), 2011)
- J'aime avoir peur avec toi, Éditions du Seuil, 2004 •  (ISBN 978-2-02066-843-9)
- I comme Image, avec Marc Riboud, Gallimard Jeunesse, 2010 •  (ISBN 978-2-07069-653-6)
- 1. 2.. 3... image, avec Marc Riboud, Gallimard Jeunesse, 2011 •  (ISBN 978-2-07064-344-8)

### Traductions
- E. B. White, Stuart Little, trad. de Catherine Chaine ; ill. de Garth Williams, Maximax-L'École des loisirs, 1974
- E. B. White, Le Petit Monde de Charlotte (Charlotte's Web), trad. de Catherine Chaine, illustrations de Garth Williams ; L'École des loisirs, 1974 (réédition sous le titre La Toile de Charlotte en 1982)
- Tomi Ungerer, Les Mellops font de l'avion (The Mellops go flying), L'École des loisirs, 1979 •  (ISBN 978-2-21106-335-7)
- Mary Norton, Les Chapardeurs, 1979–1984
- Hila Colman, Journal d'une sœur cadette (Diary of a frantic kid sister), L'École des loisirs, 1981
- Mirra Ginsburg, Korney Chukovsky Bonjour, poussin, trad. de Catherine Chaine, ill. Byron Barton, collection Lutin Poche, L'École des loisirs, 1982
- Rosemary Wells, Timothée va à l'école (Timothy goes to school), Gallimard jeunesse, 1982
- Ann Jonas, Aller retour (Round trip), L'École des loisirs, 1983
- Ann Jonas, L'Édredon (The Quilt), L'École des loisirs, 1985
- J.H. Brennan, Loup ardenyt tome 2 : Les Cryptes de la Terreur, collection Folio Junior, Gallimard, 1985 •  (ISBN 978-2-07033-319-6)
- Géza von Habsburg, Trésors des princes d'Europe, Imprimerie nationale, 1997 •  (ISBN 978-2-74330-238-2)
- Robert Capa : slightly out of focus, texte et photogr. par Robert Capa ; introd. par Richard Whelan, avant-propos par Cornell Capa, Delpire, 2003
- Tomi Ungerer, Les Aventures de la famille Mellops, traduit de l'anglais (États-Unis) par Catherine Chaine, L'École des loisirs, 2008 •  (ISBN 978-2-21109-137-4)
- Marie Hall Ets, Montre-moi ! (Just me), L'École des loisirs, 2011
- Chris Van Allsburg, Jumanji, L'École des loisirs, 2012
- Arnold Lobel, Sauterelle (Grasshopper on the road), traduit de l'anglais (États-Unis) par Adolphe Chagot et Catherine Chaine, L'École des loisirs, 2015

### Articles
- Éditeurs et public adolescent, la stratégie du chat et de la souris[8], in La revue des livres pour enfants, no 206, p. 97-102, septembre 2002
- François Ruy-Vidal de retour avec les éditions Des Lires, in La revue des livres pour enfants, no 212, septembre 2003

### Préfaces
- Jane Evelyn Atwood - photo Poche no 125, Actes Sud, 2010
- Nathaniel Hawthorne, Le Minotaure : conte de la mythologie grecque, préface et lexique de Catherine Chaine, illustrations de Régis Loisel ; traduction de Léonce Rabillon, L'École des loisirs, 2019

### Éditrice scientifique
- La Toison d'or, 1979
- Le Minotaure, Nathaniel Hawthorne et Régis Loisel, 1979
- Comment j'ai retrouvé Livingstone, 1979
- Vies de familles, 1996

## Récompenses et distinctions
- Grand prix SGDL du livre Jeunesse, pour Le voyage sans retour des enfants d'Izieu, chez Gallimard Jeunesse (1994)[9]